# Liste der spanischen Abgeordneten zum EU-Parlament (1989–1994)
Die Liste der spanischen Abgeordneten zum EU-Parlament (1989–1994) listet alle spanischen Mitglieder des 3. Europäischen Parlaments nach der Europawahl in Spanien 1989.
- VEL: 4
- Grüne: 1
- SOC: 27
- RBW: 2
- LDR: 6
- NI: 4
- EVP: 16

- Grüne: 1
- SPE: 27
- RBW: 3
- LDR: 5
- NI: 5
- EVP-ED: 17
- EDA: 2

## Mandatsstärke der Parteien zum Ende der Wahlperiode
| Nationale Partei                         | Mandate | Fraktion |
| ---------------------------------------- | ------- | --- |
| Partido Socialista Obrero Español (PSOE) | 27      | Sozialistische Fraktion (SOC)Fraktion der Sozialdemokratischen Partei Europas (SPE) (ab 21. April 1993)                             |
| Partido Popular (PP)                     | 15      | Fraktion der Europäischen Volkspartei (EVP)Fraktion der Europäischen Volkspartei und europäischer Demokraten (EVP-ED) (ab Mai 1992) |
| Convergència i Unió (CiU)                | 01      | Fraktion der Europäischen Volkspartei (EVP)Fraktion der Europäischen Volkspartei und europäischer Demokraten (EVP-ED) (ab Mai 1992) |
| Centro Democrático y Social (CDS)        | 01      | Fraktion der Europäischen Volkspartei (EVP)Fraktion der Europäischen Volkspartei und europäischer Demokraten (EVP-ED) (ab Mai 1992) |
| Centro Democrático y Social (CDS)        | 04      | Liberale und Demokratische Reformfraktion (LDR)                                                                                     |
| Convergència i Unió (CiU)                | 01      | Liberale und Demokratische Reformfraktion (LDR)                                                                                     |
| Izquierda Unida (IU)                     | 04      | Fraktionslose Abgeordnete (NI) |
| Herri Batasuna (HB)                      | 01      | Fraktionslose Abgeordnete (NI) |
| Coalición Nacionalista (CN)              | 01      | Regenbogenfraktion (RBW) |
| Esquerra Republicana de Catalunya (ERC)  | 01      | Regenbogenfraktion (RBW) |
| Partido Andalucista (PA)                 | 01      | Regenbogenfraktion (RBW) |
| Agrupación Ruiz-Mateos (ARM)             | 02      | Fraktion der Sammlungsbewegung der Europäischen Demokraten (EDA)                                                                    |
| Izquierda de los Pueblos (IP)            | 01      | Fraktion Die Grünen im Europäischen Parlament (Grüne)                                                                               |
| Gesamt                                   | 60      | |

## Abgeordnete
| Bild | Name                                     | von                | bis               | Partei | Fraktion      | Anmerkungen                                                                             |
| ---- | ---------------------------------------- | ------------------ | ----------------- | ------ | ------------- | --------------------------------------------------------------------------------------- |
|      | José Álvarez de Paz                      | 25. Juli 1989      | 18. Juli 1994     | PSOE   | SOC/SPE       |                                                                                         |
|      | Víctor Manuel Arbeloa Muru               | 25. Juli 1989      | 18. Juli 1994     | PSOE   | SOC/SPE       |                                                                                         |
|      | Javier Areitio Toledo                    | 13. Juli 1993      | 18. Juli 1994     | PP     | EVP-ED        | Nachgerückt für Leopoldo Ortiz Climent                                                  |
|      | Miguel Arias Cañete                      | 25. Juli 1989      | 18. Juli 1994     | PP     | EVP/EVP-ED    |                                                                                         |
|      | Juan María Bandrés Molet                 | 25. Juli 1989      | 18. Juli 1994     | IP     | Grüne         |                                                                                         |
|      | Enrique Barón Crespo                     | 25. Juli 1989      | 18. Juli 1994     | PSOE   | SOC/SPE       |                                                                                         |
|      | Heribert Barrera i Costa                 | 21. März 1991      | 18. Juli 1994     | ERC    | RBW           | Nachgerückt für Juan Carlos Garaikoetxea Urriza                                         |
|      | Pedro Bofill Abeilhe                     | 25. Juli 1989      | 18. Juli 1994     | PSOE   | SOC/SPE       |                                                                                         |
|      | Carlos María Bru Purón                   | 25. Juli 1989      | 18. Juli 1994     | PSOE   | SOC/SPE       |                                                                                         |
|      | Jesús Cabezón Alonso                     | 25. Juli 1989      | 18. Juli 1994     | PSOE   | SOC/SPE       |                                                                                         |
|      | Rafael Calvo Ortega                      | 25. Juli 1989      | 18. Juli 1994     | CDS    | LDR           |                                                                                         |
|      | Juan José de la Cámara Martínez          | 25. Juli 1989      | 18. Juli 1994     | PSOE   | SOC/SPE       |                                                                                         |
|      | Eusebio Cano Pinto                       | 25. Juli 1989      | 18. Juli 1994     | PSOE   | SOC/SPE       |                                                                                         |
|      | José Ramón Caso Garcia                   | 25. Juli 1989      | 22. November 1989 | CDS    | LDR           | Nachrücker: José Antonio Escudero                                                       |
|      | Juan Luis Colino Salamanca               | 25. Juli 1989      | 18. Juli 1994     | PSOE   | SOC/SPE       |                                                                                         |
|      | Joan Colom i Naval                       | 25. Juli 1989      | 18. Juli 1994     | PSOE   | SOC/SPE       |                                                                                         |
|      | Carmen Díez de Rivera Icaza              | 25. Juli 1989      | 18. Juli 1994     | PSOE   | SOC/SPE       |                                                                                         |
|      | Teresa Domingo Segarra                   | 25. Juli 1989      | 18. Juli 1994     | IU     | VELNI         | Fraktionsauflösung am 12. Januar 1993                                                   |
|      | José Manuel Duarte Cendán                | 10. September 1990 | 18. Juli 1994     | PSOE   | SOC/SPE       | Nachgerückt für Francisco Oliva Garcia                                                  |
|      | Bárbara Dührkop Dührkop                  | 25. Juli 1989      | 18. Juli 1994     | PSOE   | SOC/SPE       |                                                                                         |
|      | Arturo Juan Escuder Croft                | 25. Juli 1989      | 8. Oktober 1992   | PP     | EVP/EVP-ED    | Nachrücker: Íñigo Méndez de Vigo                                                        |
|      | José Antonio Escudero                    | 22. November 1989  | 18. Juli 1994     | CDS    | LDREVP/EVP-ED | Nachgerückt für José Ramón Caso Garcia, Fraktionswechsel am 19. Dezember 1991           |
|      | Gerardo Fernández-Albor                  | 25. Juli 1989      | 18. Juli 1994     | PP     | EVP/EVP-ED    |                                                                                         |
|      | Concepció Ferrer                         | 25. Juli 1989      | 18. Juli 1994     | CiU    | EVP/EVP-ED    |                                                                                         |
|      | Juan Carlos Garaikoetxea Urriza          | 25. Juli 1989      | 14. März 1991     | EA     | RBW           | Nachrücker: Heribert Barrera i Costa                                                    |
|      | Manuel García Amigo                      | 25. Juli 1989      | 18. Juli 1994     | PP     | EVP/EVP-ED    |                                                                                         |
|      | Ludivina García Arias                    | 25. Juli 1989      | 18. Juli 1994     | PSOE   | SOC/SPE       |                                                                                         |
|      | Carles-Alfred Gasòliba i Böhm            | 25. Juli 1989      | 18. Juli 1994     | CiU    | LDR           |                                                                                         |
|      | José María Gil-Robles Gil-Delgado        | 25. Juli 1989      | 18. Juli 1994     | PP     | EVP/EVP-ED    |                                                                                         |
|      | Antoni Gutiérrez Díaz                    | 25. Juli 1989      | 18. Juli 1994     | IU     | VELNI         | Fraktionsauflösung am 12. Januar 1993                                                   |
|      | María Izquierdo Rojo                     | 25. Juli 1989      | 18. Juli 1994     | PSOE   | SOC/SPE       |                                                                                         |
|      | Pío Cabanillas Gallas                    | 25. Juli 1989      | 10. Oktober 1991  | PP     | EVP           | Nachrücker: José María Lafuente López                                                   |
|      | Juan Antonio Gangoiti Llaguno            | 25. Juli 1989      | 7. Juli 1992      | CN     | NIEVP/EVP-ED  | Fraktionsbeitritt am 9. Juli 1990, Nachrücker: Isidoro Sánchez García                   |
|      | Laura González Álvarez                   | 12. Januar 1993    | 18. Juli 1994     | IU     | NI            | Nachgerückt für Fernando Pérez Royo                                                     |
|      | José María Lafuente López                | 18. Oktober 1991   | 18. Juli 1994     | PP     | EVP/EVP-ED    | Nachgerückt für Pío Cabanillas Gallas                                                   |
|      | Karmelo Landa Mendibe                    | 6. September 1990  | 18. Juli 1994     | HB     | NI            | Nachgerückt für José María Montero Zabala                                               |
|      | Carmen Llorca Villaplana                 | 25. Juli 1989      | 18. Juli 1994     | PP     | EVP/EVP-ED    |                                                                                         |
|      | Manuel Medina Ortega                     | 25. Juli 1989      | 18. Juli 1994     | PSOE   | SOC/SPE       |                                                                                         |
|      | Íñigo Méndez de Vigo                     | 19. Oktober 1992   | 18. Juli 1994     | PP     | EVP-ED        | Nachgerückt für Arturo Juan Escuder Croft                                               |
|      | Ana Miranda de Lage                      | 25. Juli 1989      | 18. Juli 1994     | PSOE   | SOC/SPE       |                                                                                         |
|      | José María Montero Zabala                | 25. Juli 1989      | 1. September 1990 | HB     | NI            | Nachrücker: Karmelo Landa Mendibe                                                       |
|      | Fernando Morán López                     | 25. Juli 1989      | 18. Juli 1994     | PSOE   | SOC/SPE       |                                                                                         |
|      | Raúl Morodo Leoncio                      | 25. Juli 1989      | 18. Juli 1994     | CDS    | LDR           |                                                                                         |
|      | Antonio Navarro Velasco                  | 25. Juli 1989      | 18. Juli 1994     | PP     | EVP/EVP-ED    |                                                                                         |
|      | Francisco Oliva Garcia                   | 25. Juli 1989      | 28. Juli 1990     | PSOE   | SOC           | Nachrücker: José Manuel Duarte Cendán                                                   |
|      | Marcelino Oreja                          | 25. Juli 1989      | 28. Juni 1993     | PP     | EVP/EVP-ED    | Nachrücker: José Javier Pomés Ruiz                                                      |
|      | Leopoldo Ortiz Climent                   | 25. Juli 1989      | 29. Juni 1993     | PP     | EVP/EVP-ED    | Nachrücker: Javier Areitio Toledo                                                       |
|      | Pedro Pacheco Herrera                    | 25. Juli 1989      | 18. Juli 1990     | PA     | RBW           | Nachrücker: Diego de los Santos López                                                   |
|      | Fernando Pérez Royo                      | 25. Juli 1989      | 29. Dezember 1992 | IU     | VEL           | Nachrücker: Laura González Álvarez                                                      |
|      | Carlos Perreau de Pinninck Domenech      | 25. Juli 1989      | 18. Juli 1994     | ARM    | NIEDA         | Fraktionsbeitritt am 12. September 1989                                                 |
|      | Luis Planas Puchades                     | 25. Juli 1989      | 28. Dezember 1993 | PSOE   | SOC/SPE       | Nachrückerin: Anna Terrón i Cusí                                                        |
|      | José Javier Pomés Ruiz                   | 30. Juni 1993      | 18. Juli 1994     | PP     | EVP-ED        | Nachgerückt für Marcelino Oreja                                                         |
|      | Josep Pons Grau                          | 25. Juli 1989      | 18. Juli 1994     | PSOE   | SOC/SPE       |                                                                                         |
|      | José Domingo Posada González             | 15. Juli 1993      | 18. Juli 1994     | CN     | RBW           | Nachgerückt für Isidoro Sánchez García                                                  |
|      | Alonso José Puerta                       | 25. Juli 1989      | 18. Juli 1994     | IU     | VELNI         | Fraktionsauflösung am 12. Januar 1993                                                   |
|      | Eduard Punset i Casals                   | 25. Juli 1989      | 18. Juli 1994     | CDS    | LDR           |                                                                                         |
|      | Juan de Dios Ramírez Heredia             | 25. Juli 1989      | 18. Juli 1994     | PSOE   | SOC/SPE       |                                                                                         |
|      | Carlos Robles Piquer                     | 25. Juli 1989      | 18. Juli 1994     | PP     | EVP/EVP-ED    |                                                                                         |
|      | Domènec Romera I Alcàzar                 | 25. Juli 1989      | 18. Juli 1994     | PP     | EVP/EVP-ED    |                                                                                         |
|      | Xavier Rubert de Ventós                  | 25. Juli 1989      | 18. Juli 1994     | PSOE   | SOC/SPE       |                                                                                         |
|      | Guadalupe Ruiz-Giménez Aguilar           | 25. Juli 1989      | 18. Juli 1994     | CDS    | LDR           |                                                                                         |
|      | José María Ruiz-Mateos Jiménez de Tejada | 25. Juli 1989      | 18. Juli 1994     | ARM    | NIEDA         | Fraktionsbeitritt am 12. September 1989                                                 |
|      | Isidoro Sánchez García                   | 8. Juli 1992       | 14. Juli 1993     | CN     | EVP-ED        | Nachgerückt für Juan Antonio Gangoiti Llaguno, Nachrücker: José Domingo Posada González |
|      | Diego de los Santos López                | 30. Juli 1990      | 18. Juli 1994     | PA     | RBW           | Nachgerückt für Pedro Pacheco Herrera                                                   |
|      | Francisco Javier Sanz Fernández          | 25. Juli 1989      | 18. Juli 1994     | PSOE   | SOC/SPE       |                                                                                         |
|      | Enrique Sapena Granell                   | 25. Juli 1989      | 18. Juli 1994     | PSOE   | SOC/SPE       |                                                                                         |
|      | Mateo Sierra Bardají                     | 25. Juli 1989      | 18. Juli 1994     | PSOE   | SOC/SPE       |                                                                                         |
|      | Joaquín Sisó Cruellas                    | 25. Juli 1989      | 18. Juli 1994     | PP     | EVP/EVP-ED    |                                                                                         |
|      | Fernando Suárez González                 | 25. Juli 1989      | 18. Juli 1994     | PP     | EVP/EVP-ED    |                                                                                         |
|      | Anna Terrón i Cusí                       | 18. Januar 1994    | 18. Juli 1994     | PSOE   | SPE           | Nachgerückt für Luis Planas Puchades                                                    |
|      | José Valverde López                      | 25. Juli 1989      | 18. Juli 1994     | PP     | EVP/EVP-ED    |                                                                                         |
|      | José Vázquez Fouz                        | 25. Juli 1989      | 18. Juli 1994     | PSOE   | SOC/SPE       |                                                                                         |
|      | Josep Verde i Aldea                      | 25. Juli 1989      | 18. Juli 1994     | PSOE   | SOC/SPE       |                                                                                         |